# Prostopadłościan idealny
Prostopadłościan idealny – prostopadłościan, w którym długości wszystkich krawędzi, przekątnych ściennych i wewnętrznych są liczbami naturalnymi.
Każdy prostopadłościan można opisać liczbami {\displaystyle a,b,c} oznaczającymi długości krawędzi. Jak wynika z twierdzenia Pitagorasa, aby prostopadłościan był idealny, muszą być spełnione następujące warunki:
- {\displaystyle a,b,c} są liczbami naturalnymi;
- {\displaystyle {\sqrt {a^{2}+b^{2}}},} {\displaystyle {\sqrt {a^{2}+c^{2}}},} {\displaystyle {\sqrt {b^{2}+c^{2}}}} są liczbami naturalnymi;
- {\displaystyle {\sqrt {a^{2}+b^{2}+c^{2}}}} jest liczbą naturalną.

Obecnie nie jest znany żaden przykład prostopadłościanu idealnego i nie wiadomo, czy prostopadłościan o takich właściwościach w ogóle istnieje. Udowodniono, że w każdym prostopadłościanie idealnym najmniejsza spośród liczb {\displaystyle a,b,c} musi być równa co najmniej 4 294 967 296.